# Тбілісі
Тбілі́сі (груз. თბილისი, [ˌtbiˈliːsi]ⓘ — «тепле джерело») — столиця Грузії та найбільше місто в країні. Тбілісі розташоване на річці Кура. Назва Тбілісі вперше згадується у IV сторітті. Його появу пов'язують з наявністю в місті теплих сірчаних джерел (груз. ტფილისი [Тпілісі]; тбілі — «теплий»). У російській мові до 1936 року вживалася назва Тифліс, засвоєна через грецьку літературу. 1936 року як офіційну запровадили форму Тбілісі — назву, що ближча до національного звучання.
Муніципалітет Тбілісі займає площу 726 км², кількість його міського населення (разом із 4-ма смт) налічує 1 171 200 мешканців.

## Історія
Засноване V століття нашої ери Вахтангом Горгасалі, царем Іберії, Тбілісі стало столицею в VI столітті. Місто є найважливішим промисловим, соціальним і культурним центром Грузії. Воно також є важливим транзитним центром для глобальних енергетичних і торгових проєктів. Стратегічне розташування на перехресті між Європою і Азією, вздовж історичного Шовкового шляху, Тбілісі неодноразово було яблуком розбрату між різними силами на Кавказі. Історію міста можна вивчати за його архітектурою — починаючи з просторого проспекту Руставелі і закінчуючи вузькими вулицями, що збереглися з раннього Середньовіччя в районі Нарікала.

## Туристичний потенціал

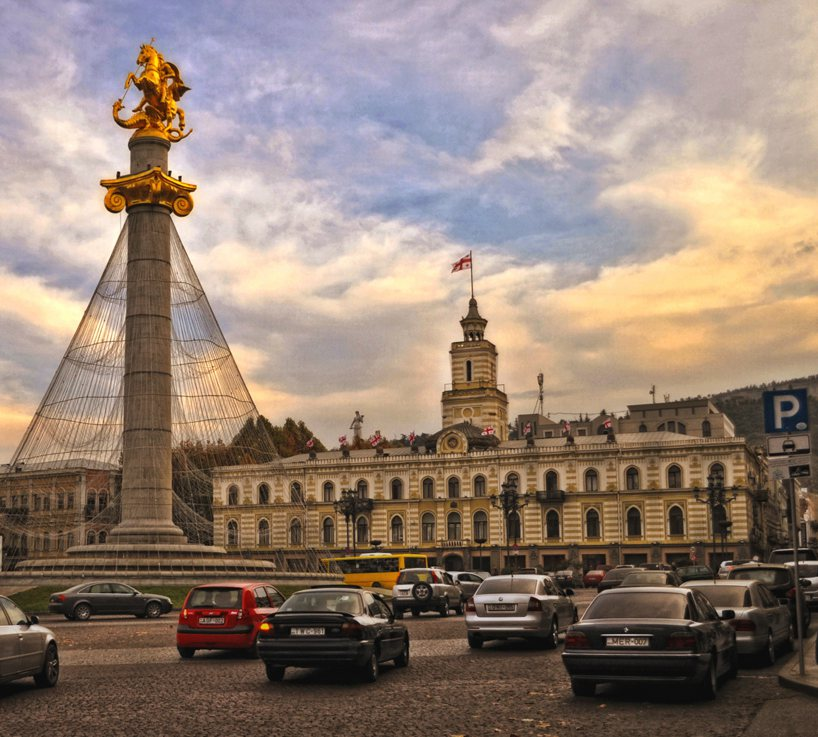
Панорама центру міста

На території Тбілісі чимало сірчаних лазень. Температура термальної води становить 37-38°С. Лазні розташовані поблизу набережної, в давньому кварталі Абанотубані. Зали для миття облаштовані під землею, оскільки воду в басейни закачують з гірських глибин.
У Тбілісі розташований один міжнародний аеропорт. Найвідомішими туристичними напрямками Тбілісі є Кафедральний Собор Святої Трійці, Нор Ечміадзін, Джума Мечеть, площа Свободи, кафедральний собор Сіоні, Метехі, Нарікала і ботанічний сад, будівля парламенту Грузії, проспект Руставелі, Тбіліська опера, Анчісхаті, Мтацмінда (Свята Гора), церква Кашветі, Міст Миру. Життя міста було увічнене в живописі Ніко Піросмані і Ладо Гудіашвілі.

## Населення
Населення міста різноманітне, і історично Тбілісі є домом для різних народів і культур, релігій та етнічних груп. Попри те, що переважна більшість населення в Тбілісі є парафіянами Грузинської православної церкви, Тбілісі є одним з небагатьох міст у світі, де синагоги, церкви і мечеті розташовані поруч один з одним, так є в стародавньому районі Абанотубані, розташованому за декілька сотень метрів від церкви Метехі.
| Рік  | Населення | Грузини | Вірмени | Росіяни | Осетини | Євреї | Інші   |
| ---- | --------- | ------- | ------- | ------- | ------- | ----- | ------ |
| 1817 | ~15 000   | 18,9 %  | 75,6 %  | 2,1 %   |         |       | 3,4 %  |
| 1864 | ~60 100   | 22,2 %  | 47,4 %  | 20,5 %  |         | 0,7 % | 9,2 %  |
| 1876 | ~91 700   | 24,1 %  | 41,0 %  | 21,3 %  | 0,3 %   | 1,2 % | 12,1 % |
| 1897 | 159 590   | 26,3 %  | 29,5 %  | 28,1 %  | 0,5 %   | 1,8 % | 13,8 % |
| 1926 | 294 044   | 38,1 %  | 34,1 %  | 15,6 %  | 1,0 %   | 3,1 % | 8,1 %  |
| 1939 | 519 220   | 44,0 %  | 26,4 %  | 18,0 %  | 1,8 %   | 2,7 % | 7,1 %  |
| 1959 | 694 664   | 48,4 %  | 21,5 %  | 18,1 %  | 2,2 %   | 2,5 % | 7,3 %  |
| 1970 | 889 020   | 57,5 %  | 16,9 %  | 14,0 %  | 2,5 %   | 2,2 % | 6,9 %  |
| 1979 | 1 052 734 | 62,1 %  | 14,5 %  | 12,3 %  | 2,6 %   | 1,4 % | 7,1 %  |
| 1989 | 1 259 692 | 66,1 %  | 12,0 %  | 10,0 %  | 3,0 %   | 1,1 % | 7,8 %  |
| 2002 | 1 081 679 | 84,2 %  | 7,6 %   | 3,0 %   | 0,9 %   | 0,1 % | 4,2 %  |
| 2014 | 1 108 717 | 89,9 %  | 4,8 %   | 1,2 %   | 0,4 %   | 0,1 % | 3,6 %  |

## Фізико-географічна характеристика

### Географія
Тбілісі розташований в Тбіліський улоговині, простягнувшись вузькою смугою майже на 30 км в долині річки Кури і по прилеглих з трьох сторін схилах гір. Висота над рівнем моря — 380—770 метрів. В околицях Тбілісі виділені ділянки з 6-, 7- та 8-бальною сейсмічністю. Зі сходу, півдня та частково із заходу Тбілісі межує з Ґардабанським муніципалітетом, з півночі та решти заходу з Мцхетським муніципалітетом.

### Клімат
Клімат субтропічний напівсухий, з тривалим жарким літом, короткою теплою весною та м'якою, але відносно сухою зимою.
- Середньорічна температура: +13,3 °C
- Середньорічна швидкість вітру: 1,5 м/с
- Середньорічна вологість повітря: 67 %
- Екстремальні значення температур: мінімальне — 24,4 °С (21.01.1883); максимальне — +42,0 °С (17.07.1882).

| Клімат Тбілісі            | Клімат Тбілісі | Клімат Тбілісі | Клімат Тбілісі | Клімат Тбілісі | Клімат Тбілісі | Клімат Тбілісі | Клімат Тбілісі | Клімат Тбілісі | Клімат Тбілісі | Клімат Тбілісі | Клімат Тбілісі | Клімат Тбілісі | Клімат Тбілісі |
| Показник                  | Січ.           | Лют.           | Бер.           | Квіт.          | Трав.          | Черв.          | Лип.           | Серп.          | Вер.           | Жовт.          | Лист.          | Груд.          | Рік            |
| Абсолютний максимум, °C   | 19,5           | 22,4           | 28,7           | 34,4           | 35,1           | 40,2           | 42,0           | 40,6           | 37,9           | 33,3           | 27,2           | 22,8           | 42,0           |
| Середній максимум, °C     | 6,6            | 7,7            | 12,6           | 18,9           | 23,1           | 28,1           | 31,2           | 30,9           | 26,4           | 19,8           | 12,8           | 8,4            | 18,9           |
| Середня температура, °C   | 2,3            | 3,1            | 7,2            | 12,7           | 17,2           | 21,7           | 24,9           | 24,7           | 20,2           | 14,2           | 7,9            | 3,7            | 13,3           |
| Середній мінімум, °C      | −0,8           | 0,0            | 3,2            | 8,4            | 12,4           | 16,5           | 19,8           | 19,5           | 15,4           | 10,4           | 4,9            | 1,3            | 9,3            |
| Абсолютний мінімум, °C    | −24,4          | −14,8          | −12,8          | −3,8           | 1,0            | 6,3            | 9,3            | 8,9            | 0,8            | −6,4           | −7,1           | −20,5          | −24,4          |
| Норма опадів, мм          | 17             | 19             | 27             | 51             | 47             | 58             | 29             | 48             | 37             | 24             | 29             | 17             | 396            |
| ------------------------- | -------------- | -------------- | -------------- | -------------- | -------------- | -------------- | -------------- | -------------- | -------------- | -------------- | -------------- | -------------- | -------------- |
| Джерело: Погода та клімат |                |                |                |                |                |                |                |                |                |                |                |                |                |

### Тваринний світ
Фауна околиць міста дуже різноманітна, трапляються такі тварини як лисиці, шакали, вовки. Багато плазунів та птахів. У регіоні з метою охорони природних комплексів та збереження біорізноманіття створений Тбіліський національний парк.
У Тбілісі діє зоопарк.

## Економіка

### Транспорт
З 3 квітня 1883 року Тбілісі відкрита єдина трамвайна система в Грузії, у вигляді конки. 4 грудня 2006 року припинила своє існування. У другій половині XX ст. трамвайна мережа налічувала до десяти маршрутів, але згодом система швидко деградувала.
У Тбілісі був створений малосерійний трьохсекційний трамвайний поїзд, за принципом зчленування вагонів за допомогою середньої секції, який отримав назву «Тбілісі». Він був розроблений і побудований на початку 1960-х років у кількості чотирьох машин на виробничій базі тбіліського управління міського електричного транспорту. У процесі експлуатації були виявлені суттєві недоліки: слабке прискорення, підвищений шум і вібрація, прогин у середній частині трамвая, що зчленовує секції. В результаті експлуатація таких трамваїв була відносно нетривала, хоча, безумовно, зовні машини вийшли дуже симпатичними. Можливо, що передача документації на подальше опрацювання та виготовлення профільних вагонобудівних підприємств (тому ж RVR) дала б цій цікавій ідеї зовсім інше життя.
21 квітня 1937 року в Тбілісі розпочався тролейбусний рух. 1986 року тролейбусна мережа досягла свого максимального розвитку. На той час існували 21 тролейбусних маршрутів загальною протяжністю 215 км, а тролейбусний парк складався з 225 тролейбусів. 1999 року до Тбілісі з Афін надійшли 37 тролейбусів ЗіУ-682, завдяки чому було відновлено кілька тролейбусних маршрутів.
4 грудня 2006 року закриті останні чотири тролейбусних маршрутів (№ 15, 16, 19 та 21), що залишалися курсувати перед закриттям системи. Всі маршрути тролейбусів були замінені на автобусні маршрути:
Будівництво метрополітену в місті почалося у 1952 році, попри те, що чисельність населення міста була набагато меншою ніж 1 мільйон мешканців. Початкова дільниця з шести станцій була введена в експлуатацію 11 січня 1966 року. Тбіліський метрополітен став четвертим у СРСР (на той час у Радянському Союзі працювало лише три метрополітени у Москві, Ленінграді та Києві).

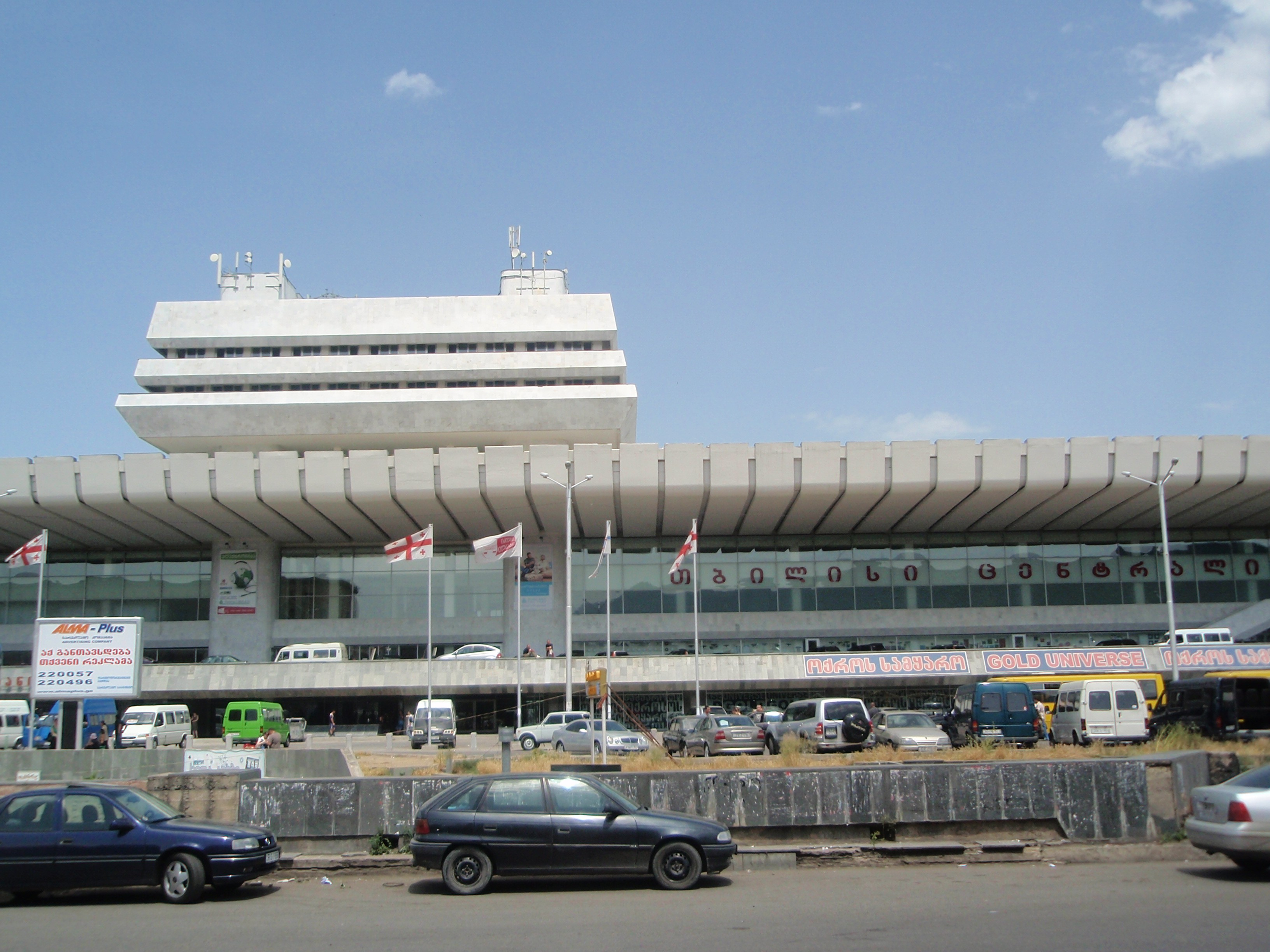
Вокзал станції Тбілісі-Пасажирський

В Тбілісі діє міжнародний аеропорт та головна залізнична станція Грузинської залізниці, центральний залізничний вокзал Тбілісі-Пасажирський. Перша будівля вокзалу була побудована у 1872 році, після чого двічі повністю перебудовувався у 1952 та 1982—1991 роках. Нині є комбінованим вокзально-торговим центром.

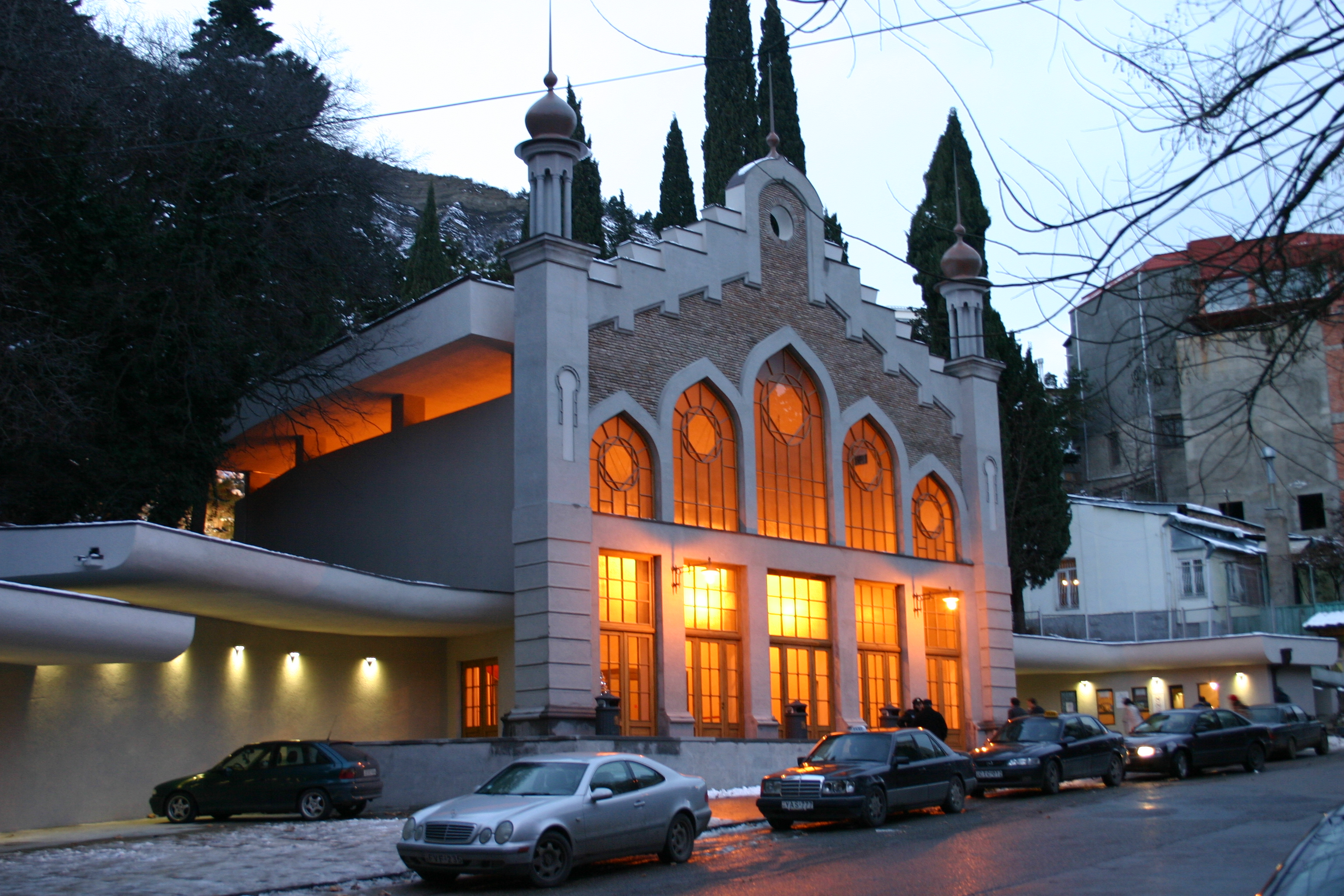
Нижня станція фунікулера

З 30 грудня 1905 року в Тбілісі діє фунікулер, який здійснює перевезення пасажирів з центру міста  на гору Мтацмінда. 21 червня 2000 року, після обриву тросу, фунікулер був закритий на тривалу реконструкцію. Фунікулер відновив роботу з 30 січня 2013 року.
Через Тбілісі пролягає газопровід Тбілісі — Кутаїсі.

## Культура

### Театри
- Грузинський державний академічний театр імені Шота Руставелі
- Грузинський театр опери і балету імені Паліашвілі
- Тбіліський академічний театр імені К. Марджанішвілі
- Тбіліський державний вірменський драматичний театр імені П. Адамяна
- Тбіліський російський драматичний театр імені О. С. Грибоєдова
- Театр кіноактора імені Михайла Туманішвілі
- Тбіліський театр музики і драми імені Васо Абашидзе
- Тбіліський державний театр маріонеток імені Резо Габріадзе
- Театр грузинської пантоміми

### Музеї
- Національний музей Грузії
- Державний музей мистецтв Грузії
- Національна картинна галерея Грузії
- Музей радянської окупації
- Державний музей грузинської літератури імені Георгія Леонідзе
- Палац мистецтва Грузії ― Музей історії культури (раніше - Державний музей театру, музики, кіно і хореографії)
- Державний музей шовку Грузії
- Музей грошей Грузії
- Музей історії Тбілісі
- Тбіліський етнографічний музей просто неба
- Музей історії грузинської медицини
- Музей книги

## Парки
- Парк Ваке

## Спорт
У Тбілісі базуються футбольні клуби «Динамо», «Локомотив», «Саско». Найбільш титулованою командою є «Динамо», яка 1981 року стала володаркою Кубка володарів кубків УЄФА, команда також двічі вигравала чемпіонат СРСР (1964 та 1978 рр.) та Кубок СРСР з футболу (1976 та 1979 рр.), 13 разів перемагала в Чемпіонаті Грузії, 9 разів завойовувала Кубок Грузії.

## Поріднені міста
- Єреван
- Київ
- Астана
- Палермо
- Атланта
- Саарбрюкен
- Кишинів
- Більбао
- Любляна
- Нант
- Джохар
- Томськ
- Варшава

## Зв'язки з Україною
З середини XIX ст. була невелика українська колонія. До Тбілісі часто приїздили на гастролі українські театри, першою з яких стала трупа М. Старицького 1889 року.
1917 у Тбілісі відбувся Український Військовий З'їзд Закавказзя і створено Закавказьку Крайову Українську Раду (видавала свої «Вісті», потім «Українські Вісті Закавказзя»), з 1918 недовгий час діяв український генеральний консулят, а згодом і посольство (посол Іван Красковський).
Тбілісі та Київ є порідненими містами (з 1999 року).

## Відомі люди
- Омелянович-Павленко Михайло Володимирович — генерал армії УНР.
- Канделакі Тінатін Гівіївна — журналістка і телеведуча.
- Сабін-Гус Юрій Давидович — оперний співак-бас.
- Георгій Лацабидзе — грузинський піаніст-віртуоз.
- Звіад Ратіані — грузинський поет та перекладач.
- Краснобаєв Юрій Михайлович (1938—1987) — співак, лікар, соліст народних колективів — ансамблю пісні і танцю «Трембіта» і оперної студії у м. Чернівці, Україна. Заслужений працівник культури УРСР (1979).
- Кульбакін Степан Михайлович — російський і український мовознавець.
- Аслан Усоян — відомий російський злодій у законі.
- Кюнер Микола Васильович (1877—1955) — російський сходознавець.
- Пітоєв Жорж Іванович — відомий актор, театральний режисер.
- Акопян Рубен Абгарович  — доктор технічних наук, один із розробників підвіски сидінь для автобусів ЛАЗ.
- Абрамов Віктор Валер'янович  — інженер. Доктор технічних наук. (1961), професор (1963).

Панорама Тбілісі

- Фоменко Вікторія Вікторівна (* 1970) — українська легкоатлетка; спеціалізувалася в бігу на 100, 200 і 400 метрів; майстер спорту України міжнародного класу з легкої атлетики
- Дабагян Арег Вагаршакович (1920— 2005) — радянський і український вчений у галузі кібернетики, механіки, динаміки машин, прикладної теорії коливань і систем управління, заслужений працівник народної освіти України.
- Автанділ Гургенідзе (* 1979) — грузинський художник, монументаліст.